# Точилівська сільська рада
Точи́лівська сільська́ ра́да — колишня адміністративно-територіальна одиниця та орган місцевого самоврядування в Ананьївському районі Одеської області. Адміністративний центр — село Точилове.

## Загальні відомості
Точилівська сільська рада утворена в 1965 році.
- Територія ради: 41,44 км²
- Населення ради: 1 181 особа (станом на 2001 рік)

## Населені пункти
Сільській раді підпорядковані населені пункти:
- с. Точилове

## Населення
Згідно з переписом 1989 року населення сільської ради становило 1463 особи, з яких 622 чоловіки та 841 жінка.
За переписом населення 2001 року в сільській раді мешкало 1176 осіб.

### Мова
Розподіл населення за рідною мовою за даними перепису 2001 року:
| Мова       | Відсоток |
| ---------- | -------- |
| молдовська | 92,55 %  |
| українська | 4,66 %   |
| російська  | 2,54 %   |
| болгарська | 0,08 %   |

## Склад ради
Рада складається з 16 депутатів та голови.
- Голова ради: Цуркан Олександр Васильович
- Секретар ради: Логінова Людмила Григорівна

### Керівний склад попередніх скликань
| Прізвище, ім'я, по батькові | Основні відомості                                                         | Дата обрання | Дата звільнення |
| --------------------------- | ------------------------------------------------------------------------- | ------------ | --------------- |
| Цуркан Олександр Іванович   | Сільський голова, 1964 року народження, член Народної партії              | 26.03.2006   | 31.10.2010      |
| Цуркан Олександр Васильович | Сільський голова, 1964 року народження, освіта вища, член Партії регіонів | 31.10.2010   |                 |

Примітка: таблиця складена за даними сайту Верховної Ради України

### Депутати
За результатами місцевих виборів 2010 року депутатами ради стали:

#### За суб'єктами висування
| Суб'єкт висування                                       | Кількість обраних депутатів | %    |
| ------------------------------------------------------- | --------------------------- | ---- |
| Самовисування                                           | 15                          | 93,8 |
| Політична партія Всеукраїнське об'єднання «Батьківщина» | 1                           | 6,3  |

#### За округами
| № округу                                                | Прізвище, ім'я, по батькові       | Дата визнання обраним | Освіта             | Партійна приналежність | Відомості про обраного депутата                                |
| ------------------------------------------------------- | --------------------------------- | --------------------- | ------------------ | ---------------------- | -------------------------------------------------------------- |
| Політична партія Всеукраїнське об'єднання «Батьківщина» |                                   |                       |                    |                        |                                                                |
| 13                                                      | Ліщинський Іван Васильович        | 03.11.2010            | середня спеціальна | позапартійний          | Точилівська загальноосвітня школа, вчитель                     |
| Самовисування                                           |                                   |                       |                    |                        |                                                                |
| 1                                                       | Марченко Віталій Валерійович      | 03.11.2010            | вища               | позапартійний          | Точилівська загальноосвітня школа, вчитель                     |
| 2                                                       | Чебаненко Валентина Володимирівна | 03.11.2010            | середня            | позапартійна           | тимчасово не працює                                            |
| 3                                                       | Цуркан Ольга Василівна            | 03.11.2010            | середня спеціальна | позапартійна           | Точилівський фельдшерсько-акушерський пункт, медсестра         |
| 4                                                       | Якименко Петро Олександрович      | 03.11.2010            | середня спеціальна | позапартійний          | Точилівський ветеринарний пункт, ветлікар                      |
| 5                                                       | Кунецька Марія Іванівна           | 03.11.2010            | середня            | позапартійна           | «Милосердя», соціальний працівник                              |
| 6                                                       | Цуркан Геннадій Григорович        | 03.11.2010            | середня спеціальна | позапартійний          | тимчасово не працює                                            |
| 7                                                       | Марченко Світлана Василівна       | 03.11.2010            | середня            | позапартійна           | Точилівський фельдшерсько-акушерський пункт, молодша медсестра |
| 8                                                       | Стегар Алла Петрівна              | 03.11.2010            | середня            | позапартійна           | «Милосердя», соціальний працівник                              |
| 9                                                       | Стегар Іван Михайлович            | 03.11.2010            | середня            | позапартійний          | тимчасово не працює                                            |
| 10                                                      | Владика Антоніна Савеліївна       | 03.11.2010            | середня            | позапартійна           | Ананьївський район електромереж, обходник                      |
| 11                                                      | Логінова Людмила Григорівна       | 03.11.2010            | середня спеціальна | позапартійна           | Точилівська сільська рада, секретар                            |
| 12                                                      | Кіріяк Валентина Кирилівна        | 03.11.2010            | середня спеціальна | позапартійна           | Точилівська сільська рада, рахівник-касир                      |
| 14                                                      | Чебан В'ячеслав Володимирович     | 03.11.2010            | середня спеціальна | позапартійний          | тимчасово не працює                                            |
| 15                                                      | Скліпіс Катерина Петрівна         | 03.11.2010            | середня спеціальна | позапартійна           | Точилівська сільська рада, техпрацівник                        |
| 16                                                      | Цуркан Марія Петрівна             | 03.11.2010            | середня спеціальна | позапартійна           | «Милосердя», соціальний працівник                              |